# Alt-Rhapsodie

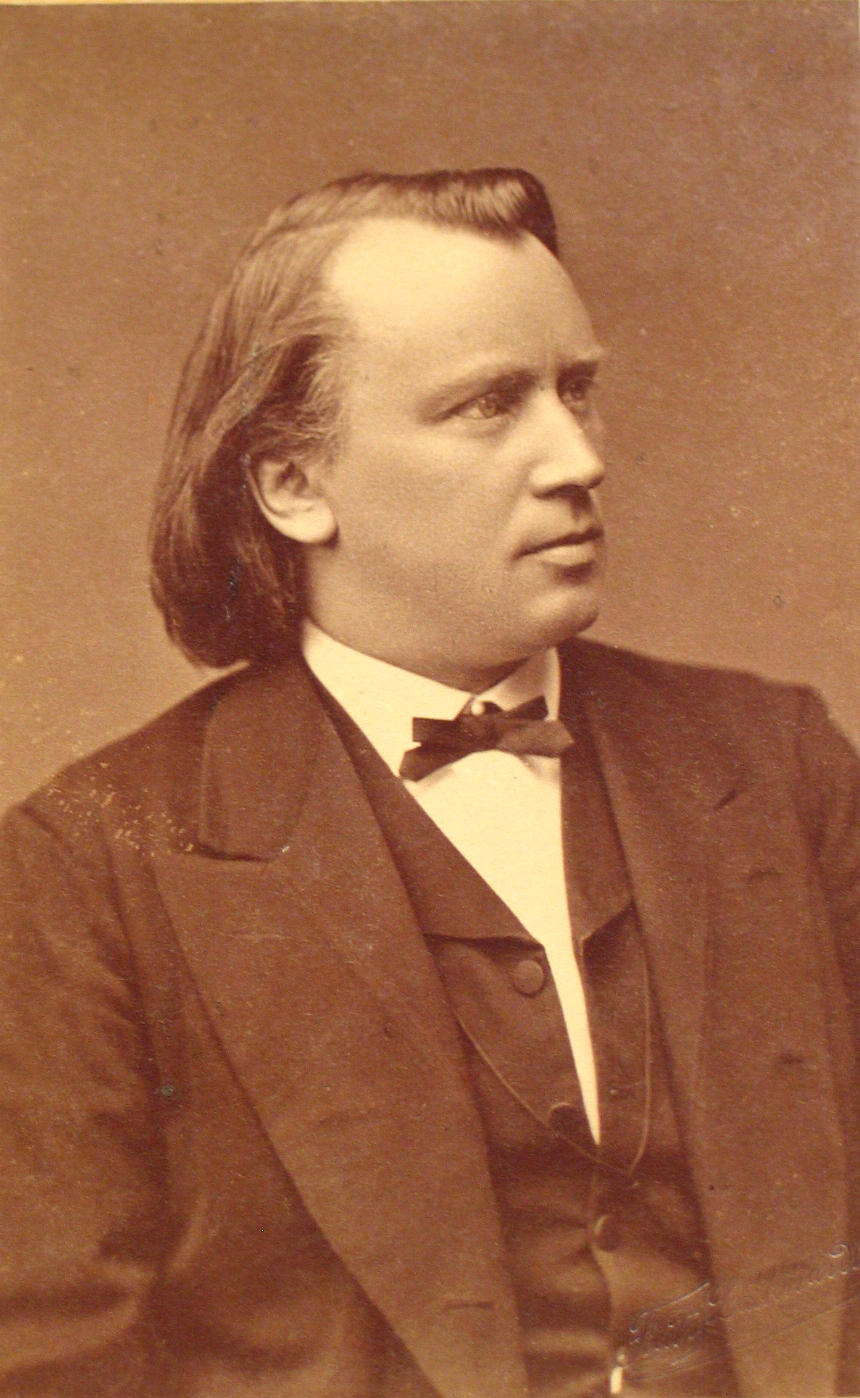
Johannes Brahms um 1870

Die Rhapsodie für eine Altstimme, Männerchor und Orchester op. 53, gängigerweise kurz als Alt-Rhapsodie bezeichnet, ist ein Chorwerk von Johannes Brahms (1833–1897) nach einem Text von Johann Wolfgang von Goethe, das 1869 entstand.

## Entstehung
Im Februar 1869 erlebte mit der Kantate Rinaldo (Brahms op. 50) ein Werk für Solostimme, Chor und Orchester nach einem Text von Goethe seine Uraufführung. Im gleichen Jahr wählte Brahms für ein weiteres Vokalwerk erneut einen Text dieses Dichters, diesmal die Strophen 5–7 aus dessen Harzreise im Winter. Die düstere, zu Goethes schwerer zugänglichen Arbeiten zählende Textvorlage schildert mit den Eingangsworten „Aber abseits, wer ist’s?“ einen sich selbst isolierenden Einzelgänger, der sich „Menschenhaß aus der Fülle der Liebe trank“.
Es besteht weitgehende Einigkeit, dass Brahms mit dieser Komposition eine enttäuschte (aber nie klar ausgesprochene) Liebe zu Clara Schumanns Tochter Julie verarbeitete. Die Annahme speist sich unter anderem aus einem Brief von Brahms vom 28. August 1869 an den Verleger Fritz Simrock (die 24-jährige Julie Schumann hatte sich im Juli 1869 mit einem italienischen Grafen verlobt): „Hier habe ich ein Brautlied geschrieben für die Schumannsche Gräfin – aber mit Ingrimm schreibe ich derlei – mit Zorn! Wie soll’s da werden!“
Den ungewöhnlichen Titel „Rhapsodie“ für ein orchesterbegleitetes Chorwerk entlehnte Brahms dem Titel eines Klavierlieds von Johann Friedrich Reichardt über einen teilweise gleichen Textausschnitt.
Die Uraufführung erfolgte am 3. März 1870 in Jena mit dem Akademischen Gesangverein der Universität Jena unter Ernst Naumann und der Solistin Pauline Viardot-García. Vorausgegangen war eine Probeaufführung im Spätherbst 1869 in Karlsruhe. Der Brahms’sche Freundeskreis, darunter Clara Schumann und Theodor Billroth, zeigte sich beeindruckt und ergriffen von der Komposition, die in den folgenden Jahren besonders durch die Sängerin Amalie Joachim, die Frau Joseph Joachims, bekannt gemacht wurde.
Der Erstdruck erschien 1870 als op. 53 im Verlag N. Simrock, Berlin.

## Werkbeschreibung

### Besetzung und Aufführungsdauer
Die Alt-Rhapsodie ist für Altsolo, 4-stimmigen Männerchor (Tenor I/II, Bass I/II) und Orchester gesetzt. Die Orchesterbesetzung umfasst 2 Flöten, 2 Oboen, 2 Klarinetten, 2 Fagotte, 2 Hörner und Streicher.
Die Aufführungsdauer beträgt etwa 12 bis 15 Minuten.

### Musik
Entsprechend den drei vertonten Strophen ist die Komposition dreiteilig. Die erste Strophe (c-Moll) wird von einem kurzen Orchestervorspiel (Adagio) eingeleitet, das von dissonanten Akzenten und einer absteigenden Linie mit Seufzerfiguren in den Fagotten, Celli und Bässen, begleitet von Tremoli der Geigen und Bratschen, bestimmt wird. Die hinzutretende Altstimme ist expressiv-rezitativisch geführt. Die zweite Strophe – ebenfalls in c-Moll – ist als dreiteilige Arie komponiert. Für die Führung der Solostimme sind, wie bereits in der 1. Strophe, extreme Intervallsprünge bis hin zur Duodezime charakteristisch. In der dritten Strophe tritt in Untermalung der Altstimme ein hymnischer Männerchor hinzu, gemäß dem hoffnungsvolleren Text in Art einer Fürbitte („Ist auf Deinem Psalter, Vater der Liebe, ein Ton seinem Ohr vernehmlich, so erquicke sein Herz“) erfolgt eine Wendung nach C-Dur, in dem das Werk versöhnlich schließt.

## Einspielungen (Auswahl)
| Jahr | Dirigent             | Alt                  | Chor                                                          | Orchester                               |
| ---- | -------------------- | -------------------- | ------------------------------------------------------------- | --------------------------------------- |
| 1939 | Eugene Ormandy       | Marian Anderson      | Male Chorus Of The University Of Pennsylvania Choral Society  | Philadelphia Orchestra                  |
| 1941 | Bruno Walter         | Enid Szánthó         | Westminster Choir                                             | New Yorker Philharmoniker               |
| 1947 | Clemens Krauss       | Kathleen Ferrier     | London Philharmonic Choir                                     | London Philharmonic Orchestra           |
| 1949 | Erik Tuxen           | Kathleen Ferrier     | Philharmonischer Chor Oslo                                    | Philharmonisches Orchester Oslo         |
| 1957 | Ferenc Fricsay       | Maureen Forrester    | RIAS Kammerchor                                               | Rundfunk-Sinfonieorchester Berlin       |
| 1958 | Eduard van Beinum    | Aafje Heynis         | Koninklijke Mannenzangvereniging „Apollo“                     | Concertgebouw-Orchester                 |
| 1961 | Bruno Walter         | Mildred Miller       | Occidental College Concert Choir                              | Columbia Symphony Orchestra             |
| 1961 | Paavo Berglund       | Maiju Kuusoja        | Finnish Radio Symphony Male Choir                             | Finnisches Radio-Sinfonieorchester      |
| 1962 | Otto Klemperer       | Christa Ludwig       | Philharmonia Chorus                                           | Philharmonia Orchestra                  |
| 1965 | Ernest Ansermet      | Helen Watts          | Chœur Pro Arte de Lausanne & Chœur de la Radio Suisse Romande | Orchestre de la Suisse Romande          |
| 1968 | Adrian Boult         | Janet Baker          | BBC Men’s Chorus                                              | BBC Symphony Orchestra                  |
| 1970 | Adrian Boult         | Janet Baker          | John Alldis Chor                                              | London Philharmonic Orchestra           |
| 1976 | Karl Böhm            | Christa Ludwig       | Wiener Singverein                                             | Wiener Philharmoniker                   |
| 1982 | Giuseppe Sinopoli    | Brigitte Fassbaender | Prager Philharmonischer Chor                                  | Tschechische Philharmonie               |
| 1988 | Claudio Abbado       | Marjana Lipovšek     | Ernst-Senff-Chor                                              | Berliner Philharmoniker                 |
| 1988 | Robert Shaw          | Marilyn Horne        | Atlanta Symphony Orchestra Chorus                             | Atlanta Symphony Orchestra              |
| 1989 | Riccardo Muti        | Jessye Norman        | Choral Arts Society of Philadelphia                           | Philadelphia Orchestra                  |
| 1995 | James Levine         | Anne Sofie von Otter | Arnold Schoenberg Chor                                        | Wiener Philharmoniker                   |
| 1997 | Christoph Eschenbach | Dunja Vejzovic       | Houston Symphony Male Chorus                                  | Houston Symphony Orchestra              |
| 2003 | John Nelson          | Stephanie Blythe     | A Sei Voci                                                    | Ensemble Orchestral de Paris            |
| 2003 | Gerd Albrecht        | Anna Larsson         | Dänischer Rundfunkchor                                        | Dänisches Radio-Sinfonieorchester       |
| 2007 | John Eliot Gardiner  | Nathalie Stutzmann   | Monteverdi Choir                                              | Orchestre Révolutionnaire et Romantique |
| 2011 | Philippe Herreweghe  | Ann Hallenberg       | Collegium Vocale Gent                                         | Orchestre des Champs-Élysées            |